# 池田英輔
池田 英輔（いけだ えいすけ、1952年 - ）は、日本の実業家。旭化成ホームズ代表取締役社長や、同社取締役会長、プレハブ建築協会副会長を務めた。

## 人物・経歴
静岡県出身。1975年立命館大学産業社会学部卒業。1976年旭化成ホームズ入社。2003年執行役員。2007年取締役常務執行役員。2009年専務執行役員。2010年副社長執行役員。2014年から代表取締役社長を務め、2016年からは旭化成専務執行役員を兼務した。2017年旭化成ホームズ取締役会長に退いた。2018年旭化成ホームズ会長。プレハブ建築協会副会長も務めた。